# District de Stein
Le district de Stein est un ancien district suisse, situé dans le canton de Schaffhouse.

## Communes
- Buch
- Hemishofen
- Ramsen
- Stein am Rhein

Le district est séparé du reste du canton et forme une exclave située entre l'Allemagne et le canton de Thurgovie.